# Amphistomus complanatus
Amphistomus complanatus är en skalbaggsart som beskrevs av Matthews 1974. Amphistomus complanatus ingår i släktet Amphistomus och familjen bladhorningar. Inga underarter finns listade i Catalogue of Life.